# حركة العمل السامي
حركة العمل السامي (بالعبرية: הפעולה השמית، HaPeulah Hashemit) كانت جماعة سياسية إسرائيلية صغيرة من الخمسينات والستينات سعت إلى إنشاء اتحاد إقليمي يضم إسرائيل وجيرانها العرب. يتم استخدام نفس الاسم من قبل مجموعة جديدة تم تشكيلها في عام 2011 بأهداف مماثلة إلى حد كبير.

## المجموعة الأصلية
لقد أُنشئت المجموعة في العام 1956، وكان أعضائها الرئيسيين هم: أوري أفنيري، وناتان يلين مور، وبواز إيفرون، مع أعضاء آخرين بما في ذلك مكسيم غيلان، وشالوم كوهين، وآموس كينان. يصف جويل بينين الجماعة بأنها «تعبير سياسي للحركة الكنعانية» التي «دعت إلى أن يقلص الإسرائيليين الناطقين بالعبرية علاقاتهم مع الشتات اليهودي وأن يندمجوا في الشرق الأوسط كأهالي المنطقة على أساس تحالف مناهض للإستعمار مع السكان العرب الاصليون.»
في العام 1958، نشرت المجموعة منصة بعنوان «البيان العبري». كما صفت «الأمة العبرية» في إسرائيل بأنها كيان جديد، وإن كان مرتبطًا بالشتات اليهودي، ودعت إلى تجاوز الأفكار الصهيونية القديمة التي كانت تعيق تطور الأمة. لقد طرحت برنامجًا للعلمانية، والمساواة المدنية الكاملة بين اليهود والعرب، ودعم الحركات المناهضة للإستعمار، وتكوين علاقة مع الشتات على أساس المصلحة الوطنية بدلًا من العلاقات العرقية والدينية والثقافية. كتب جيكوب شافيت أن البيان ظهر من اجتماع ثلاث مجموعات هي: الكنعانيون السابقون، وأعضاء شتيرن السابقين الذين انتقلوا إلى اليسار، وأفنيري وشركائه، الذين وصفهم شافيت بأنهم «لا يسارًا ولا يمين».
نشرت المجموعة مجلة إتغار (بالعبرية: אתגר، وتعني بالعربية: «التحدي»)، والتي حررها يلين مور، أسبوعيًا أو كل أسبوعين من أبريل 1960 حتى مارس 1967. كما حاولت الترشح لعضوية الكنيست. لقد مثل أحد مؤسسيها، يعقوب يدرور (عضو سابق في ليهي)، المجموعة القومية العربية الأرض في ثلاث من محاكماتها.
في ديسمبر 1960، أنشئ عدة أعضاء من العمل السامي وهم: أفنيري، ويلين-مور، وغيلان، وكوهين، وكينان اللجنة الإسرائيلية للجزائر الحرة، وهي جماعة داعمة لجبهة التحرير الوطني الجزائرية في الحرب الجزائرية، كحركة معارضة لسياسة إسرائيل الرسمية. جاء الدافع وراء هذا القرار من هنري كورييل الذي كان قد قدم أفنيري لأعضاء جبهة التحرير الوطني، واقترح عليه أن تقوم الجزائر المستقلة بشكر إسرائيل من خلال أن تصبح أول صديق لإسرائيل في المنطقة.

## مجموعة العام 2011
تم إحياء العمل السامي في أوائل العام 2011 كحركة سلام شعبية من قبل الناشطين الذين يسعون إلى ما يسمونه «بديل ثوري للمنظمات المدعومة من الخارج والتي تزيد من الإحتكاكات المحلية التي تجعل شعوب منطقتنا أبعد من السلام الحقيقي.»
تصف حركة العمل السامي الجديدة نفسها بأنها «حركة مقرها إسرائيل تسعى إلى توحيد الشعوب الأصلية في الشرق الأوسط ضد التأثير المدمر للقوى الأجنبية في منطقتنا والنزاعات المحلية التي أوجدتها متابعة مصالحها». ومنذ قيامها، نظمت الحركة لقاءات بين الفلسطينيين والمستوطنين الإسرائيليين في الضفة الغربية، وبدأت حملات لزيادة الدعم لكردستان مستقلة، وقد روجت جبهةً موحدة للشعوب الأصلية ضد التأثيرات السياسية الأجنبية في الشرق الأوسط. كما كانت الحركة صريحة ضد الغربنة، والعولمة، والدعم المؤيد لإسرائيل من اليمين المسيحي الأمريكي، وكراهية الإسلام في المجتمع الإسرائيلي، والرأسمالية وتمويل المنظمات السياسية المحلية من الحكومات الأجنبية.

## هوامش
1. ↑  Diamond، James S. (1990). "We+Are+Not+One:+A+Post-Zionist+Perspective."&hl=en≷=us&pid=bl&srcid=ADGEESgTWzHS7FvDOoPppUaA5svzLFaOkhaHGmK-VbqxkEaohgC_EHY9CrUjeu2iEdrkWynaIxhJh8Yf37_oYJHSRNuOoQKUp-_wU1jOZB1zoWhg8FNFPi7wDuV1uo1hCgSJw-pvEMH_&sig=AFQjCNE4qzSmJWJqAhPLUxz1o7u1Lt_dvQ "We Are Not One: A Post-Zionist Perspective". Tikkun. ج. 5 ع. 2: 107. مؤرشف من الأصل في 2020-04-14.
2. 1 2 3  Hattis Rolef، Susan. "YELLIN-MOR (Friedman), NATHAN". Encyclopaedia Judaica.
3. ↑  Shavit 149
4. 1 2 3  Beinin، Joel (1990). Was the Red Flag Flying There? Marxist Politics and the Arab-Israeli Conflict in Egypt and Israel 1948-1965. University of California Press. ص. 151.
5. 1 2 3  Beinin, Joel (1998). The Dispersion of Egyptian Jewry: Culture, Politics, and the Formation of a Modern Diaspora. University of California Press. pp. 166 "semitic%20action"#1 نسخة محفوظة 15 ديسمبر 2019 على موقع واي باك مشين.
6. ↑  Shavit 185
7. ↑  Shatz، Adam (2004). Prophets Outcast: a Century of Dissident Jewish Writing About Zionism and Israel. ذا نيشن (مجلة). ص. 209. ISBN:978-1-56025-509-3. مؤرشف من الأصل في 2020-04-14.
8. ↑  Bligh، Alexander (2003). The Israeli Palestinians: an Arab minority in the Jewish State. Routledge. ص. 234. ISBN:978-0-7146-8345-4. مؤرشف من الأصل في 2016-11-12.
9. ↑  Shavit 149-150
10. ↑  149
11. ↑  Shavit 150, 164
12. ↑  Shavit 150
13. ↑  Harris, Ron. "A Case Study in the Banning of Political Parties: The Pan-Arab Movement El Ard and the Israeli Supreme Court" (August 22, 2004). bepress Legal Series. Working Paper 349. p. 48. نسخة محفوظة 30 أبريل 2018 على موقع واي باك مشين.
14. ↑  Lahav, Pnina. Judgment in Jerusalem: Chief Justice Simon Agranat and the Zionist Century. Berkeley: University of California Press, 1997. "semitic%20action"#1 نسخة محفوظة 14 أبريل 2020 على موقع واي باك مشين.
15. ↑  Laskier، Michael M. (Summer 2001). "Israel and Algeria amid French Colonialism and the Arab-Israeli Conflict, 1954-1978". Israel Studies. ج. 6 ع. 2: 4. DOI:10.1353/is.2001.0017.
16. 1 2  "Homepage". Semitic Action. مؤرشف من الأصل في 2019-02-04. اطلع عليه بتاريخ 2018-08-20.
17. ↑  Israeli & Palestinian Activists Meet in Hizme نسخة محفوظة 28 مايو 2017 على موقع واي باك مشين.
18. ↑  Activists Launch Campaign for Free Kurdistan نسخة محفوظة 16 مارس 2016 على موقع واي باك مشين.
19. ↑  US, Turkey to Cooperate Against Kurds نسخة محفوظة 04 مارس 2016 على موقع واي باك مشين.
20. ↑  Arab-Jewish Unity Against Shortened Workweek نسخة محفوظة 28 مايو 2017 على موقع واي باك مشين.
21. ↑  Activists Organizing Against McDonald's at Masada نسخة محفوظة 29 مايو 2017 على موقع واي باك مشين.
22. ↑  Activists Oppose Beck's Jerusalem Rally نسخة محفوظة 29 مايو 2017 على موقع واي باك مشين.
23. ↑  Peace Activists Slam MK for Attempts to Silence Muezzin نسخة محفوظة 20 مارس 2016 على موقع واي باك مشين.
24. ↑  Leef Group calls for Peoples Strike نسخة محفوظة 04 مارس 2016 على موقع واي باك مشين.
25. ↑  Report Details British Funding for Local Anti-Zionists نسخة محفوظة 03 مايو 2012 على موقع واي باك مشين.
26. ↑  Security Forces Raid Migron Heights نسخة محفوظة 03 مارس 2016 على موقع واي باك مشين.

## وصلات خارجية
- موقع حركة العمل السامي

## مرجع
- Shavit، Jacob (1987). The New Hebrew Nation: a Study in Israeli Heresy and Fantasy. Routledge.